# スマッシュ!!11
スマッシュ!!11（スマッシュ・イレヴン）は、RKBラジオで1969年（昭和44年）4月23日から1986年（昭和61年）4月4日まで17年間放送された夜ワイド番組。
メインパーソナリティは井上里瑠（井上サトル）アナウンサー。
長年に渡って福岡の若者から支持を受け、多くの福岡出身のミュージシャンが、この番組を登竜門として全国にはばたいた。

## アシスタント
- 初代：本多和子[4]
- 2代目：林田スマ[3][4]
- 3代目：浜田令子[4]
- 4代目：中村いく子
- 1974年～1975年3月：吉村佳代子（月・火）、斉藤ヒデミ（水・木）、井上日登美（金・土）[5]
- 1975年4月～：宮原ヨーコ（月・火）、斉藤ヒデミ（水・木）、中西一清（金）[6]
- 1980年当時：古川カヨコ、田中マチエ[7]
- 1981年当時：松岡礼子[3]、品川直美[3]、竹山エリ[3][8]
- 1982年4月～1984年当時：松崎カオリ（月・水）、二宮キョウコ（火・木）、河村ヤヨ（金）[9]
- その他、林田真穂などがアシスタントを務めた。

## 放送時間
| 期間                   | 放送時間                      |
| ---------------------- | ----------------------------- |
| 1969年4月23日 - 1975年 | 月曜日 - 土曜日 23:00 - 24:00 |
| 1975年 - 1986年4月4日  | 月曜日 - 金曜日 22:10 - 24:00 |

※1984年秋から1985年春のプロ野球オフシーズン時には、この番組の前座番組として21:00〜22:00に「スマッシュ!!9」が放送された。

## 主なコーナー
- 明日に向かって撃て!（23:00頃）

福岡県内各地にスタッフが赴き、その場所に集まった聴取者の声を録音し、その録音した声を編集して放送する。
番組内でも人気コーナーであり、後述のKBCラジオの番組「PAO〜N ぼくらラジオ異星人」でも「ちょっといいですか?」という同じ内容のコーナーが放送されるほどだった。
- カジノ・スマッシュ
- スマッシュ・アタック
- スマッシュ・レポート

タイトルは『知っとぉーや スマッシュ・レポート』とも。このコーナーでの採用者の中から抽選で5,000円が贈呈された。
- スマッシュ・リクエストNo1
- ハモラナイ・コーラス（金曜日のみ）
- 通学沿線気になるあの娘
1977年4月から。リスナーが通学途中で見かけて気になった女の子を探し出して、スタジオや電話で対面させようという企画[11]。
- 親しい人を紹介するコーナー（正確なタイトル不明）
1977年4月から。月曜から金曜の日替わりで「僕の親父」「僕のおふくろ」「私の彼」「僕の彼女」「私の連れ合い」の各テーマを設けてリスナーから自分の親しい人を紹介してもらう[11]。
- スマッシュ放送局（1980年代以降）
- スマッシュ落書帖
日替わりテーマに沿っての、リスナーからの電話によるレポートを放送。1980年当時は放送開始前21:59からの60秒の本番組予告コーナーの中でこのコーナーのテーマ告知があり、この直後22:00から受付開始。パーソナリティの井上自身も生放送開始までオペレーターとして電話をとっていた[12]。
- 地元タウン誌編集部員によるニュース （1980年当時・月曜コーナー）[12]
- レポーターの声のアンケート （1980年当時・火曜コーナー）[12]
- 全国の空模様コーナー （1980年当時・水曜コーナー）
日本全国から各地の天気を電話で報告[12]。
- なぜ・WHY・どうしてコーナー （1980年当時・木曜コーナー）
リスナーからの素朴な疑問に回答（珍答含む）。1980年当時はレコードプロモーターからなるグループ「ビコーズ」がこのコーナーに参加していた[12]。
- ドラマコーナー （1980年当時・金曜コーナー）
リスナー作のドラマを紹介[12]。
- ネームネームコーナー
リスナーから、自分の名前の由来とそのエピソードを166167（1980年4月スタート）[13]。
- 無責任大人電話相談室
レコード宣伝マンが本番組中で“評論家”に扮してリスナーからの質問に回答（1980年4月スタート）[13]。
- 男の秘密・女の秘密 いうちゃろ！いうちゃろ！ （1980年代以降）[10]
- ジャンピング・スマッシュ 得意技一本勝負!（1980年代以降）

電話出演する2人のリスナーが対戦形式で得意技を披露。勝った方に3,000円が贈呈された。
- 月曜の痴漢シリーズ

リスナーから、自分の痴漢体験を手紙でレポート。
- スマッシュ・テキスト

成人向け雑誌や官能小説などの本を、街で見かけてその中から選んだ女性に読んでもらい、反応を見る（1985年当時放送）。

## 番組企画
- 1978年（昭和53年）ごろ、スマッシュ!!11のスタッフが野球チーム「オール・スマッシュ」を結成。番組内で福岡の地元チームとの対戦を実況。コンサートで来福したミュージシャンのチームも参戦するようになり、ついには1979年（昭和54年）、松山千春率いる「松山千春スーパースターズ」側から挑戦を受け、同年6月10日に番組開始10周年記念企画として平和台球場で井上陽水率いるオール・スマッシュと対戦。結果は5対4でオール・スマッシュ側が勝利。これは「第1回夢の球宴」と称され、観客2万人を動員した。
- その後「夢の球宴」はその後を含め計4回実施されるほどの人気企画となった。この2チームは翌1980年（昭和55年）5月28日にも平和台球場にて再度対決、この時は12対5で松山千春スーパースターズが勝利した。その約4ヶ月後の10月9日には小倉球場にてオール・スマッシュ改め「オールRKB」が松山千春スーパースターズと対決したが0対7で敗れた。さらに翌1981年（昭和56年）7月23日平和台球場にてRKB創立30周年記念イヴェントとして松山千春スーパースターズが西鉄ライオンズOBチームと対戦、観客8万人を動員した試合は8対1でOBチームの勝利に終わった。
- 番組内企画では「通学沿線気になる　あのこ」というコーナーがあった。通学途中の駅や構内、プラットホーム、車内、またはバス停などで、よく見かける「あの子」「あの人」を探すコーナー。他に番組の始めに「今日の一言!」のコーナーもあり、リスナーも参加できた。それ以外に、公開録音と題して、パーソナリティーがスタジオを飛び出して、放送エリア内にある中学や高校を訪ねていく企画もあった。

## エピソード
- RKBラジオの深夜帯は『大学受験講座』を放送していたが当番組を開始したことで、RKBの夜が変わったといわれた[16][17]。
- 井上里瑠は同局でプロデューサー経験があり、番組開始から数年後にはこの番組のプロデューサーも兼任する様になった事で、スタッフからは「アナデューサー」（アナウンサーとプロデューサーを組み合わせた造語）と呼ばれる様になった。
- KBCラジオは生放送の夜ワイド番組『KBCナイトタウン』を1976年10月より開始したが当番組の人気には勝てず、1979年10月に終了した。KBCは若者向けの夜ワイド番組『PAO～N ぼくらラジオ異星人』を1983年5月30日より開始。番組開始の半年後に聴取率で当番組を抜き去り、福岡エリアでトップに立った。その後は音楽番組からトークバラエティ番組への時代の変化で若者層のリスナーがKBCに流れたことで、17年の歴史に幕を下ろした[16]。
- 1986年4月4日の最終回終了（午前0時）後の1時間後から特別番組『スマッシュ!!11 ほんとにほんとのサヨウナラ』（AM1:00～AM5:00）を放送、井上陽水、チューリップ（財津和夫、松本淳）、尾崎豊、織田哲郎、宇佐元恭一がゲスト出演。武田鉄矢、大江千里（中学時代に北九州に居住していた時、1リスナーとして聞いていた。プロになってゲスト出演も果たした）、佐野元春、大友康平、五輪真弓、EPO、白井貴子、玉置浩二、遠藤京子、NOKKO、上田正樹、鈴木雅之、桑田佳祐、森山良子、谷村新司、ばんばひろふみ、石橋凌、鮎川誠、NOBODY、村下孝蔵、小田和正、杉真理、小山卓治、野本直美などがメッセージを寄せた[18]。本番組を締めくくったラストナンバーは、ジョン・レノンの『イマジン』だった[19]。『HiHiHi』がスマッシュ!!11の後を受けて放送された。

## 主なイベント・企画
- 1969年7月「100回記念コンサート」- ゲスト：アンドレ・カンドレ（井上陽水）（福岡市民会館）
- 1970年8月15日「ビートルズ大会」（明治生命ホール）
- 1972年7月25日「RKB 50kw増力記念 マラソンディスクジョッキー」（福岡ショッパーズダイエー特設スタジオ）- 7月25日22時スタート、7月28日午前0時50秒ゴール。糸居五郎がこの前年・1971年に行った『50時間マラソンジョッキー』を50秒上回る記録を樹立。
- 1974年12月7日「福岡国際マラソン前夜走」- 中西一清アナがマイク片手に喋りながら同じコースを走った。
- 1974年12月24日「'74スマッシュ・クリスマス」- ゲスト：岡本正とうめまつり、ふきのとう、吉川忠英
- 1975年3月10日「新幹線開通記念特別企画・中西一清東京～博多ずっこけ鈍行大旅行」
- 1975年8月1日「夏まつりスマッシュ11壱岐大会」（筒城ヶ浜キャンプ場）- ゲスト：グレープ、まりちゃんズ
- 1975年12月28日「三十日だ! 祭りだ! スマッシュ11!!」- ゲスト：吉川団十郎、絵夢
- 1976年6月「RKB25周年記念 スマッシュ2525（ニコニコ）珍道中」- 井上と中西アナが山口県宇部市から福岡市まで、ヒッチハイクをしながら生放送を行った。
- 1976年12月3日「飛び出せ! スタジオ 焼きイモ部隊大行進」
- 1977年4月4日「春休みプレゼント企画 さんふらわあの旅」（苅田港～大阪南港～奈良県明日香村）- ゲスト：ふきのとう
- 1977年8月20日「飛び出せ! スタジオ 筑後川下り」
- 1977年10月10日「君は星を見たか コズミック・スマッシュ」（九千部山から生放送）
- 1978年12月2日「周波数変更記念 スマッシュ・ラリー1278」- 3台のスーパーカーで八女郡矢部村の矢部小学校から出発、RKBのエリア内を走りながら生放送。
- 1979年4月「『スマッシュ座』結成」- 15人で劇団を組み、ラジオドラマに挑んだ。
- 1979年6月「激突!! 夢の球宴」（平和台球場　井上陽水とオールスマッシュVS松山千春スーパースターズ）
- 1980年5月28日「第2回夢の球宴」（平和台球場　松山千春スーパースターズVS井上サトルとオールスマッシュ）
- 1981年3月24日「12周年記念 ザ・スマッシュ・バラエティー」（福岡郵便貯金ホール）- ゲスト：シャネルズ、雅夢、仁井まさお、ラブマシーン、春やすこ・けいこ、古都からん・ころん
- 1981年12月24日「スマッシュ!!11 大ロックンロールパーティー」（福岡市九電記念体育館）- 18時から21時まで実施、リスナーの中からペアで1000組を招待した[20]。
- 1982年3月24日「第3回夢の球宴」（平和台球場　松山千春スーパースターズVS五十嵐浩晃RKB選抜チーム）
- 1982年8月2日「夏季大運動会」（小郡レクセンター）
- 1982年8月8日「長崎大水害チャリティーコンサート」（福岡国際センター）- ゲスト：THE MODS、土屋昌巳、スティーブ・ジャンセン（ジャパン）
- 1982年10月13日「ギャツビーポップンロールナイト」（九電記念体育館）- ゲスト：ラッツ&スター、山下久美子
- 1982年12月23日「スマッシュクリスマスロックンロールパーティー」（福岡国際センター）- ゲスト：ラッツ&スター、ザ・ヴィーナス
- 1983年6月11日「第4回夢の球宴」（平和台球場　薬師丸ひろ子ヒロコーズVSスマッシュファン選抜チーム）
- 1983年8月13日「海の中道ビッグコンサート　浜田省吾『A Place in the Sun』」（海の中道海浜公園）
- 1983年12月23日「スマシュクリスマスジャム'83」- ゲスト：上田正樹、もんた&ブラザーズ、浪花エキスプレス
- 1984年8月17日「明日に向かって撃て! 夏休み大会」（海の中道サンシャインプール）- 約800人参加。宝探し、豆腐投げなどのゲームが行われた。
- 1984年12月22日「スマッシュクリスマス DANCE DANCE DANCE '84」（福岡国際センター）- ゲスト：ラッツ&スター、SALLY
- 1985年1月15日「テレビ・ラジオ同時生放送」（セントラルホテル福岡1階カフェテラス）- ゲスト：井上陽水、石川セリ
- 1985年8月20日「爆裂パーティースマッシュ11」（テレビ・ラジオ同時生放送　RKB玄関ロビー特設ステージより）- ゲスト：財津和夫、白井貴子、大江千里
- 1985年9月21日「ファンのつどい」（都久志会館）- ゲスト：TUBE
- 1985年12月19日「スマッシュクリスマス '85ロックパーティー」（福岡国際センター）- ゲスト：HOUND DOG、白井貴子
- 1985年12月25日「ザ・ストライク・チャリティー・ボウリング」（北九州小倉ボウル）
- 1985年12月29日「阿蘇で遊ぼう! スケート大会」（阿蘇東急スケートセンター）
- 1986年1月8日「サトルと行こう思い出ヨーロッパツアー」（イタリア～イギリス～スイス～フランス　10日間）
- 1986年3月31日「卒業式」（明治生命ホール　当番組最後となる公開録音）